# Блэквуд, Джордж Фредерик
Джо́рдж Фре́дерик Блэ́квуд (англ. George Frederick Blackwood; 1838, Морадабад, Британская Индия — 1880, Maiwand, Эмират Афганистан) — шотландский офицер Королевской конной артиллерии, погиб в битве при Майванде.

## Биография

### Ранние годы
Джордж Фредерик Блэквуд родился в Морадабаде, Бенгалия в семье майора Бенгальской армии Уильяма Блэквуда и его супруги, Эммы Мур (1811—1881). Дед — основатель книжного издательства Уильям Блэквуд. Учился в Эдинбургской академии и военном колледже Эддискомбе. 11 декабря 1857 года он вступил в Бенгальскую артиллерию в звании второго лейтенанта.

### Британская Индия
Прибыл в британскую Индию во время восстания сипаев и был назначен командующим двух орудий в колонне генерала Джорджа Буршье, район Рохилкханд. 27 августа 1858 года получил звание первого лейтенанта и занимал был адъютантом в дивизиях Барели, Гвалиор.
В 1872 году командует колонной генерала Бурьше в Лушайской экспедиции. 20 февраля 1867 года произведён в чин капитана. Участвовал в боях при Кунг-нунг, Тайкоуи и Типар-Мукх, за отличие в боевых действиях повышен до звания майора.

### Эмират Афганистан
Блэквуд получил звание майора 10 февраля 1875 года и после временного командования Королевской конной артиллерии вышел на больничный и таким образом не принял участие в афганской кампании 1878—1879 годов, но находился в Индии, когда пришло известие о восстании афганцев, смерти Пьера Каваньяри, и когда британское командование приняло решение снова занять Кабул и Кандагар. 
Назначен командующим батареи «E» из бригады «B» Королевской конной артиллерии и получил приказ присоединиться к  кандагарскому отряду. Когда стало известно о наступлении мятежного эмира Мухаммеда Аюб-хана на Кандагар, колонна генерала Берроуза отправилась на усиление отряда губернатора Шир-Али. К колонне Берроуза присоединилась батарея Блэквуда которая в ходе битвы при Майванде была разбита а Блэквуд был убит и похоронен в поле.

### Комментарии
1. ↑  Küng-Nüng
2. ↑  Taikooui
3. ↑  Tipar-Mukh